# الیمانچی-لائونای-ات-سویر
الیمانچی-لائونای-ات-سویر (به فرانسوی: Allemanche-Launay-et-Soyer) یک کامین در فرانسه است که در Canton of Anglure واقع شده‌است.

## خصوصیات
الیمانچی-لائونای-ات-سویر ۱۵٫۲۴ کیلومترمربع مساحت و ۱۱۰ نفر جمعیت دارد و ۷۷ متر بالاتر از سطح دریا واقع شده‌است.